# Pseudotrachypus spiculatus
Pseudotrachypus spiculatus är en bladmossart som beskrevs av William Russell Buck 1994. Pseudotrachypus spiculatus ingår i släktet Pseudotrachypus och familjen Trachypodaceae. Inga underarter finns listade i Catalogue of Life.